# عمارة إيرانية

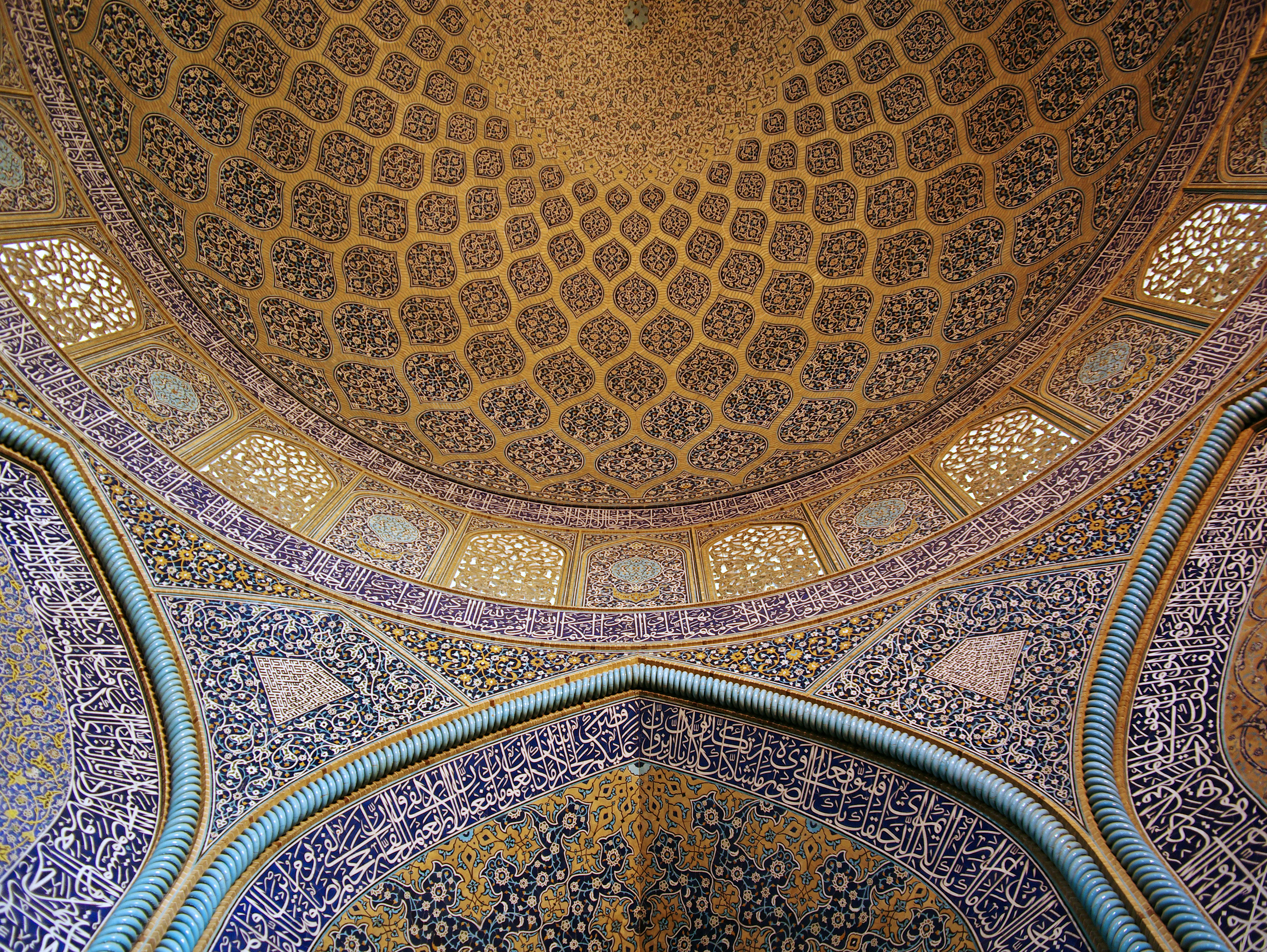
مسجد الشيخ لطف الله

العمارة الإيرانية (بالفارسیة: معماری ایرانی) وتُعرف تخصيصًا بالعمارة الفارسية عمارة اشتهرت على مر العصور بالتنوع وهنا نستعرض مراحله المختلفة عبر تاريخ إيران وبلاد فارس.

## العمارة والفنون
الحقبة ما قبل الإسلام ما بين 8000 ق.م و637 م

### ماقبل الأخمينيين
بدأ الاستيطان في إيران في الألف الثامن ق.م في سلسلة جبال زغروس، وبدأ في كردستان الإيرانية في الألف السادس ق.م، ويدل على ذلك ماعثر عليه المنقبون من أوان فخارية عليها رسوم مؤطرة بخطوط هندسية ملونة لحيوانات وطيور، ومن تشكيلات لشخوص أنثوية وحيوانات من الصلصال المشوي.
وفي الألف الخامس ق.م نُظِّم الري ورُوِّض الجاموس في سهل خوزستان، وبدأت أعمال التعدين في هضبة إيران المركزية، وفي الألف الخامس ق.م قامت دولة عيلام ومركزها سوسة في جنوب غربي البلاد، وفيها عُثر على رقم تحمل كتابة صورية، وعلى منحوتات صغيرة وأختام أسطوانية.
ودلت الأواني المصنوعة من حجر الطلق على علاقات كانت قائمة ما بين إيران وبلاد الرافدين، يضاف إلى ذلك أن إيران الألف الثالث ق.م كانت منطقة عبور اللازورد من أفغانستان إلى بلاد الرافدين، وأنها استوحت أوابدها تخليداً لانتصاراتها من الفن الأكدي الرافدي، وأن الكتابة المسمارية الرافدية حلت محل الكتابة العيلامية في إيران منذ نحو 2200 ق.م، وفي الألف الثاني ق.م بنى حاكم سوسة أنتاشي غال نحو 1200 ق.م قصراً ومعابد وزقورة ضخمة، أما العمارة في الألف الأول ق.م فلم يبق منها سوى مقابر الميديين الضخمة.

### الأخمينيون
تعد الامبراطورية الأخمينية من أوسع دول الشرق القديم انتشاراً، وقد ترعرع على امتداد هذه الامبراطورية فنٌ نهل من حضارات الشعوب المجاورة ولاءم بين عناصرها الفنية مثل : الثور الآشوري المجنح، والنحت الجداري الحثي والبابلي، والأشكال الفرعونية الرمزية، إضافة إلى تأثيرات الفن الإغريقي.

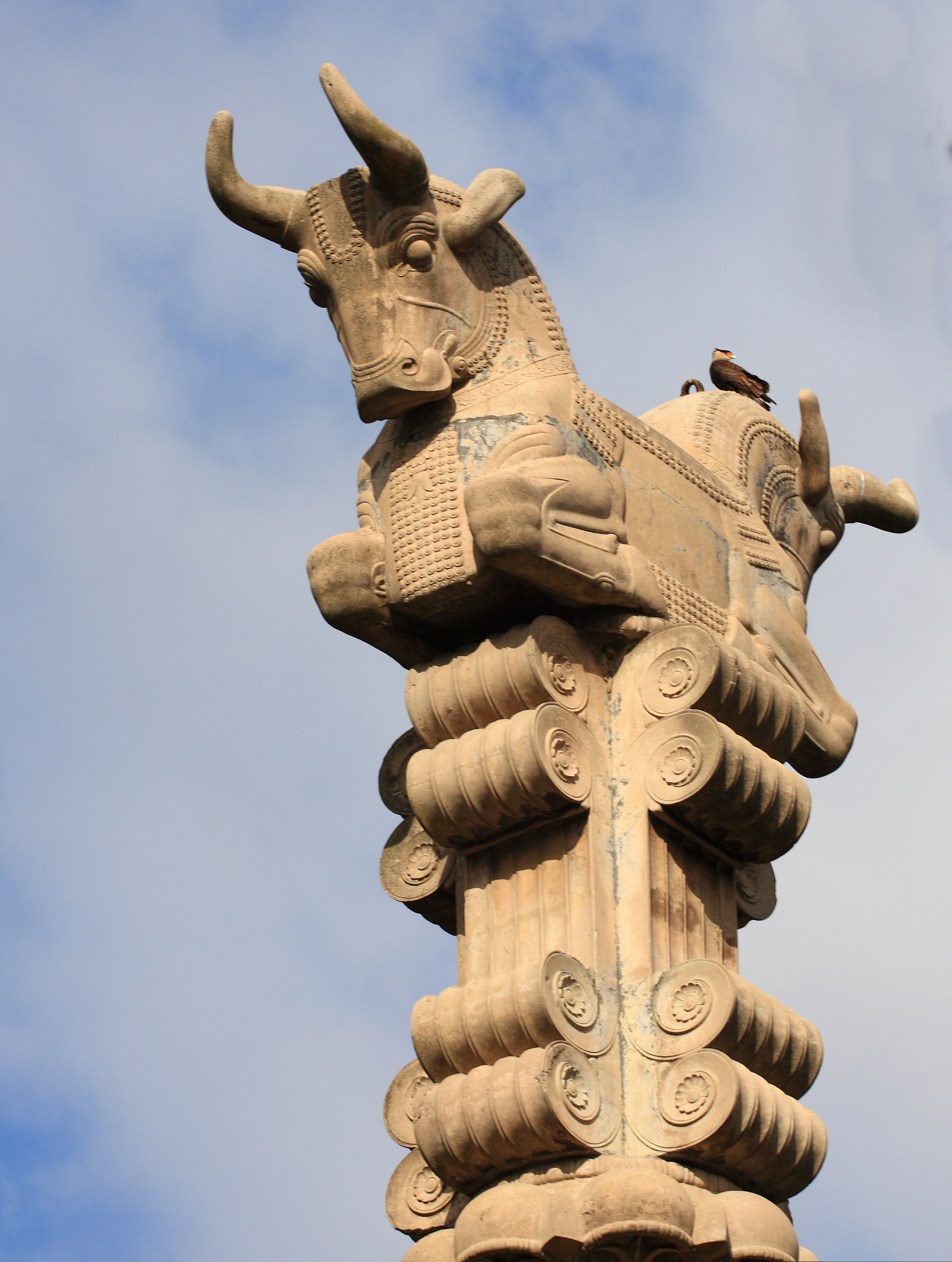
عمود حجري في برسيبوليس

بدأ الأخمينيون بناء القصور منذ القرن السابع ق.م، وكانت مدينة باسارغاد التي أسسها قوروش الكبير نحو سنة 550 ق.م، أول عاصمة أخمينية، ويقوم نظام البناء فيها على مبدأ القاعة المعمدة ببابيها الرئيسين والثورين المجنحين، وفي الشمال الغربي لمدخل قصر قورش يقع قصر الجلوس والاستماع، وإلى جانبه يقوم قصر الاستقبال والحفلات، ومما يلفت النظر في عمارة هذه المدينة ظهور العمود الأخميني، ابتكار العمارة الإيرانية الفذ، وهو عمود حجري مؤلف من بدن تحز محيطه قنوات شاقولية، ويقوم على قاعدة ناقوسية، ويحمل تاجاً مركباً، وفي قسمه العلوي منحوتة على شكل مقدمتي حصانين أو ثورين ملتصقين.
لم يبق من معبد بازرغاده، الذي أقيم على أرض مسوّرة، سوى مذبحي النار الخالدة، وقاعدة من ست درجات وجدار برج مربع. ويعد ضريح قورش الثاني العائد للقرن السادس ق.م من مباني المدينة المهمة، ويقوم هذا الضريح على أرض مربعة محاطة بسور من الآجر، ويتألف من حجرة واحدة مسقوفة بجملون حجري، ويؤمه الزوار اليوم بوصفه «ضريح قوروش الكبير».
أسس داريوس الأول عاصمته برسيبوليس في أواخر القرن السادس ق.م، وسهر خلفاؤه على تجميلها وتوسيع رقعتها. بنيت المدينة على منبسط مرتفع، ويُصعد إليها بدرجين رئيسين عريضين ومزينين بمنحوتات بارزة تتناول موضوعات من حياة الملك وعيد النوروز، وقد نحتت مقبرتها الملكية في مرتفع صخري، ويعلوها نحت بارز يمثل مشهداً من حياة الملك مع نص منقوش.
وعرفت الحقبة الأخمينية أيضاً فنوناً تطبيقية ذات قيمة عالية تتمثل في صحف وأوان وكؤوس من معدن ثمين مزخرفة ولها قبضات على أشكال حيوانات مختلفة، وفي تماثيل برونزية صغيرة الحجم، وفي أسلحة مزخرفة وحلي وأختام أسطوانية ورؤوس آدمية من اللازورد.

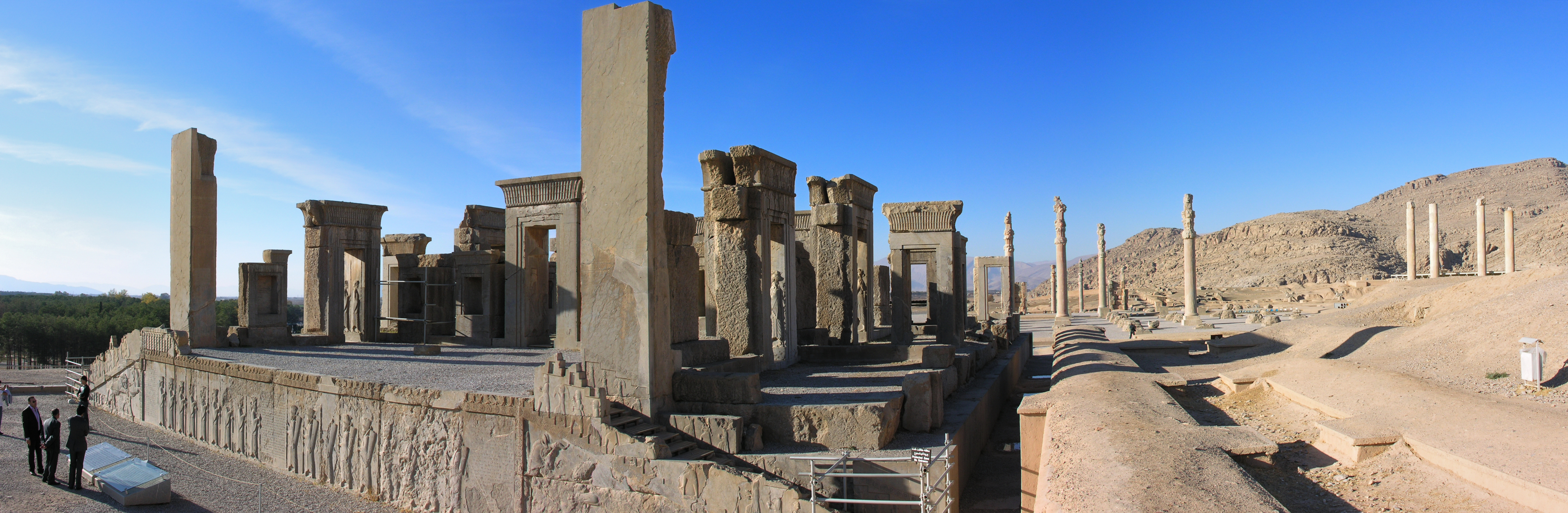
برسبوليس

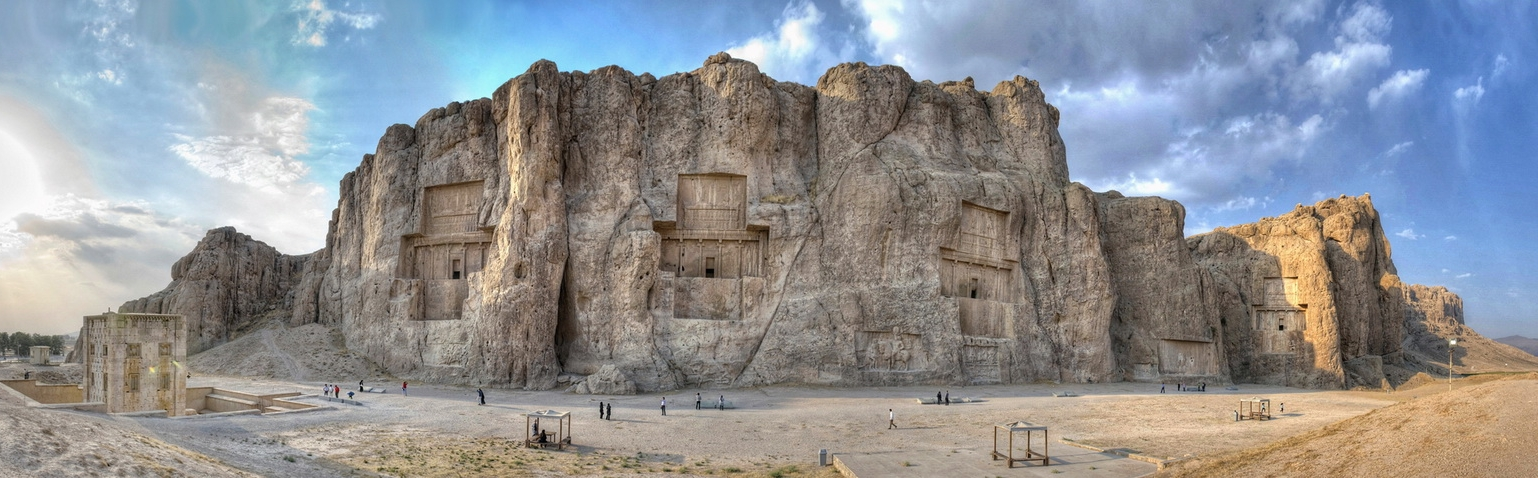
نقش رستم

### البارثيون
بعد وفاة الاسكندر الكبير سنة 323 ق.م اجتهد خلفاؤه بطبع المنطقة الواقعة تحت سيطرتهم بالطابع الهلّيني، ويدل على ذلك المنحوتات المجسمة التي عثر عليها في «نمرود داغ» (تلكلخ حالياً) في سورية، وفي جداريات موقع «كوه خواجه» في إيران، وعند تولي الإيرانيين البارثيين السلطة بين سنتي 250 ق.م ـ 224 م دعوا إلى التمسك بالتقاليد الفنية الإيرانية بمنأى عن الجمالية الإغريقية، وشيدوا مدينة نيزا عاصمتهم الأولى، وأقاموا قصراً ملكياً ومعابد، وإليهم تعود فكرة الإيوان المفتوح إلى الخارج والبيت المربع بفنائه المكشوف.
توزع الفن البارثي في إيران وخارجها (روسية والهند والصين وسورية ـ تدمر والصالحية ـ والعراق)، وإن أهم مافي هذا الفن لجوؤه إلى التصوير الجبهي في رسم الأشخاص لمنح النظرة الإنسانية حضوراً ومن ثم استمرارية الحياة.

### الساسانيون

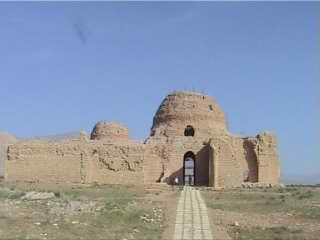
قلعة ساسانية في سروستان

تسلّم الساسانيون السلطة منذ الربع الثاني من القرن الثالث الميلادي، وبمقدمهم حل في البلاد فن فارسي جديد يعد فنَّ عصرِ النهضة القومي الإيراني، وفيه انتشرت القاعة المربعة التي تحمل قبة على أربعة عقود، وانتشر معها الإيوان والقبوة، وزينت المنشآت بالزخارف الجصية.

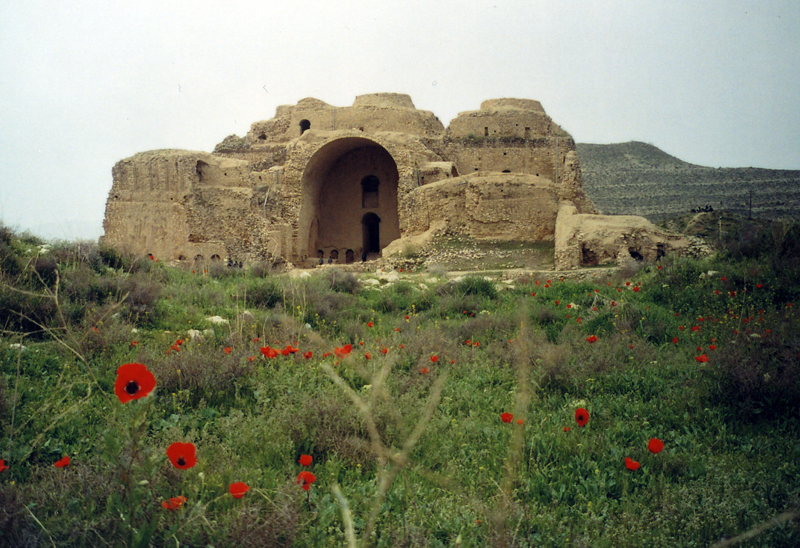
قلعة أردشير

بني أردشير الأول مؤسس السلالة الساسانية عاصمته فيروز آباد في النصف الأول من القرن الثالث الميلادي، على مخطط دائري، ونصب في مركز المدينة معبداً للنار، وبالقرب من العاصمة وعلى صخرة وسط مضيق نهري بنى قصراً محصنا أسماه «قلعة دختر» وعلى الجرف الصخري مشهد بالنحت البارز يخلد انتصار أردشير على أرطبان البارثي، وعلى بعد مائة متر من المشهد السابق مشهد آخر يمثل الإله «أهورا مزدا» يتوج أردشير.
وفي النصف الثاني من القرن الثالث الميلادي بني شاهبور الأول خليفة أردشير، قصراً في العاصمة الكبرى «طيسفون» (المدائن)، وقد عدت بعد الفتح الإسلامي من العجائب وصارت مكاناً للنزهة. وتخليداً لانتصاره على «فاليريان» الإمبراطور الروماني سنة 260 بنى مدينة وقصراً سماهما «بيشابور»، وجعل مخطط المدينة شطرنجياً ويحيط به سور وخنادق، وقد عثر المنقبون على قاعة كبيرة مربعة الشكل طول ضلعها 20 م وترتفع قبتها 25 م، والقاعة مزينة بزخارف جصية ملونة بالأحمر والأصفر والأسود، كما عثر في جوار القاعة على مشاهد فسيفسائية أرضية مرصوفة بالطريقة الإيرانية الرومانية. وتركت الحقبة الساسانية أيضاً فنوناً تطبيقية مهمة قوامها الأواني والقوارير المعدنية المزينة بمشاهد الصيد والعري الأنثوي، ومن أهم تلك الأواني ماتسمى واحدتها «آنية سليمان» وتصور ملكاً يجلس بجلال عاقد الساقين، كما اشتهرت فنون الخزف ذي البريق المعدني والتطريز والسجاد والبسط، وقد ساعد موقع إيران على طريق الحرير في نمو فن الحياكة وتعدد ورشاته، وما فتئ تأثير العمارة والفنون الساسانية في إيران نافذاً في عمارة الحقبة الإسلامية اللاحقة وفنونها.

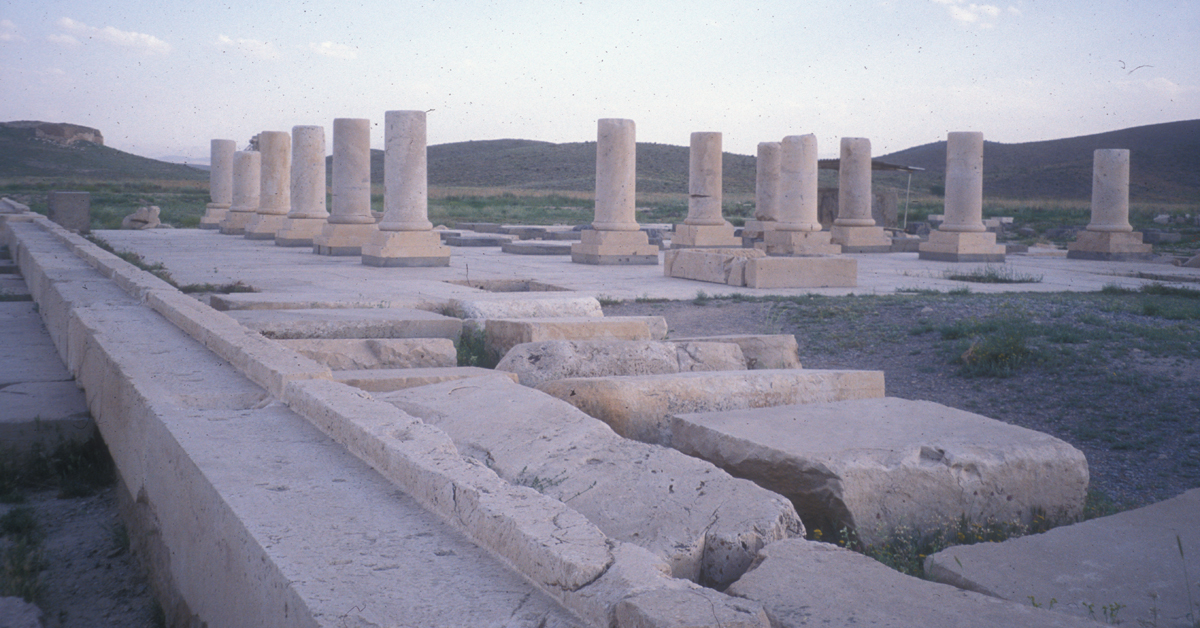
باسارغاد
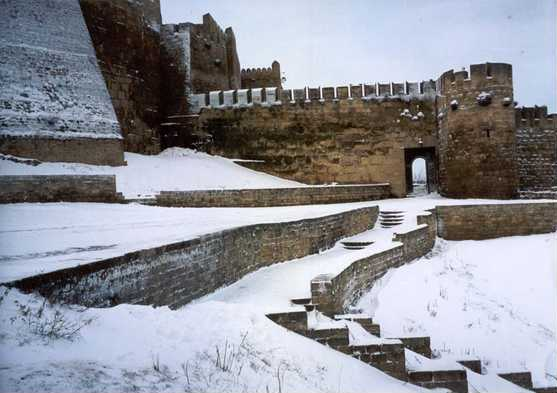
قلعة ساساني في دربند (روسية حاليا)
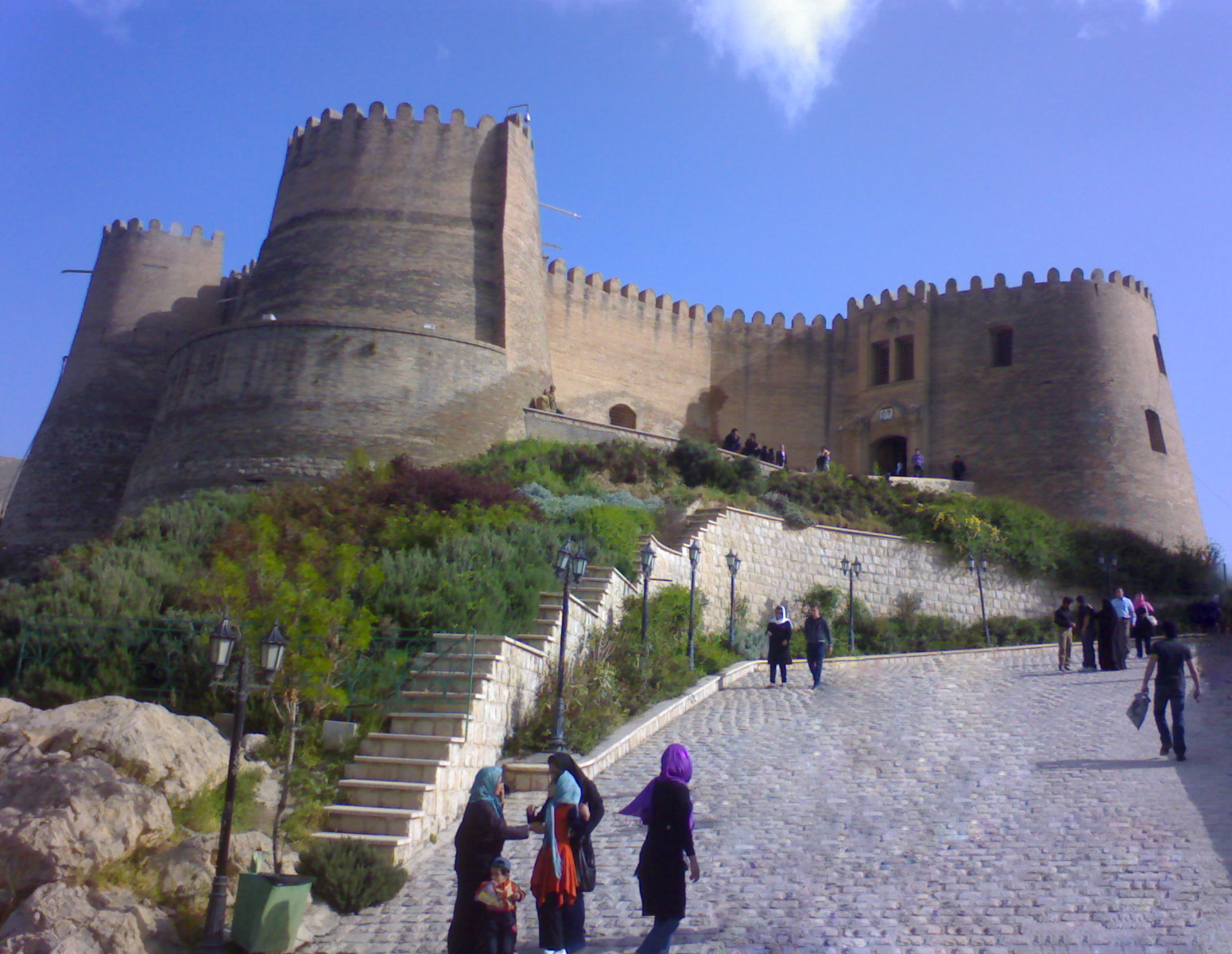
دز شاهبورخواست

## الحقبة الإسلامية (2 ـ 12 هـ/ 8 ـ 18 م)

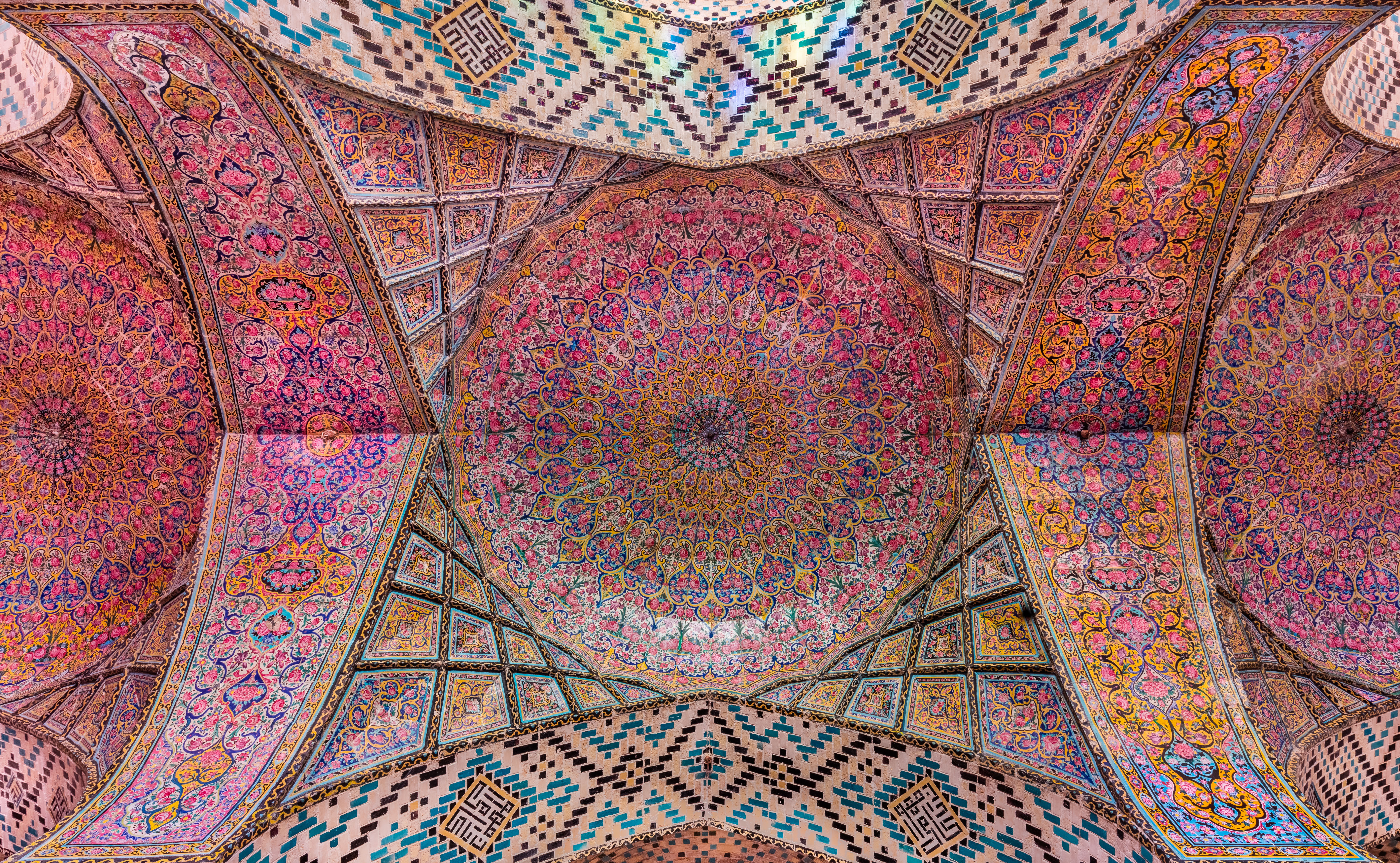
الجزء الداخلي من سقف مسجد نصير الملك، وهو مسجد تقليدي بني في عهد قاجار يقع في مدينة شيراز.

سقطت الامبراطورية الساسانية بيد المسلمين بعد معركتي القادسية وجلّونة سنة 16 هـ (637 م)، وأصبحت إيران جزءاً من البلاد الإسلامية. ومع أن الوسط الحضاري الإيراني منذ الفتح الإسلامي بقي محافظاً في مجالي العمارة والفن على الهوية الناتجة من تلاقي الحضارات المختلفة التي مرَّت على إيران أو نشأت على أرضها وتمازجت خلال الحقب السابقة، فإن عبقرية الفكر الإسلامي قد أضفت على تلك الهوية طابعاً مميزاً. وقد
مرت إيران في ظل الإسلام بأربع مراحل تواكبت معها أربعة طرز معمارية وفنية هي على التوالي:
ـ الطراز العباسي: من القرن الثاني الهجري إلى الخامس (8-11 م).
ـ الطراز السلجوقي: من القرن الخامس الهجري إلى السابع (11-13 م).
ـ الطراز الإيراني المغولي والطراز التيموري: من القرن السابع الهجري إلى التاسع (13-15 م).
ـ الطراز الصفوي: من القرن العاشر الهجري إلى الثاني عشر (16-18 م).

### العمارة والزخرفة

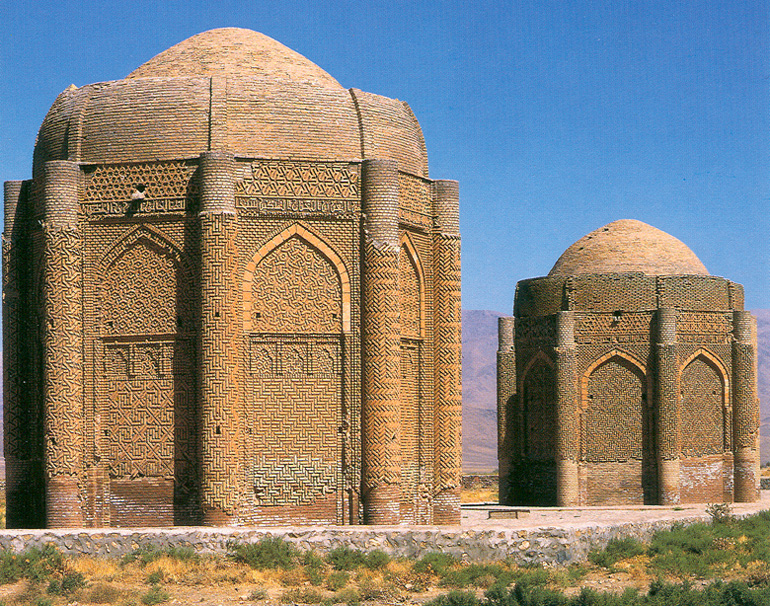
أبراج خراقان في قزوين (عهد سلجوقي)

ساد الطراز العباسي الأقاليم الإسلامية بعد أن انتقل مقر الحكم إلى بغداد في القرن الثاني الهجري (8 م).
غلب استخدام الآجر والجص في المنشآت المعمارية من الطراز العباسي في إيران وكانت سقوف المساجد محمولة على أعمدة خشبية أو حجرية أو من الآجر أو محمولة على عقود.
من أهم المنشآت الإسلامية التي ما تزال قائمة في إيران، من تلك المرحلة، المسجد الجامع في مدينة نايين الذي شُيد في القرن الرابع الهجري (10 م)، وقد زُيّن من الداخل بزخارف جصية تشبه سابقتها في سامراء، وله قبة مبنية بالآجر.
وعُرف في الطراز العباسي في إيران، بدءاً من القرن الثالث الهجري (9 م)، العقد الإيراني المدبب الذي أصبح من مميزات العمارة الإسلامية في إيران.
واتصفت المنشآت المعمارية في الحقبة السلجوقية بالضخامة والاتساع وأعطيت أهمية خاصة فيها للمداخل والبوابات المزخرفة وللقباب والقبوات. كما اتصف الطراز السلجوقي باستعمال التزيينات الجصية المجسمة والملونة، ومنها ما كان على شكل أطر تحصر داخلها أشكالاً آدمية أو حيوانية معدلة، إلى جانب القاشاني الأزرق والأسود والفسيفساء.
ونشأت على يد السلاجقة المدارس الدينية الملحقة بالمساجد، واحتوى مخططها المعماري صحناً مكشوفاً فيه «فسقية» تحف بها الشجيرات والزهور وتشرف عليه قاعات مقببة كل قاعة منها ذات طبقتين، ومن القاعات ما هو مخصص لسكنى الطلبة والمدرسين.

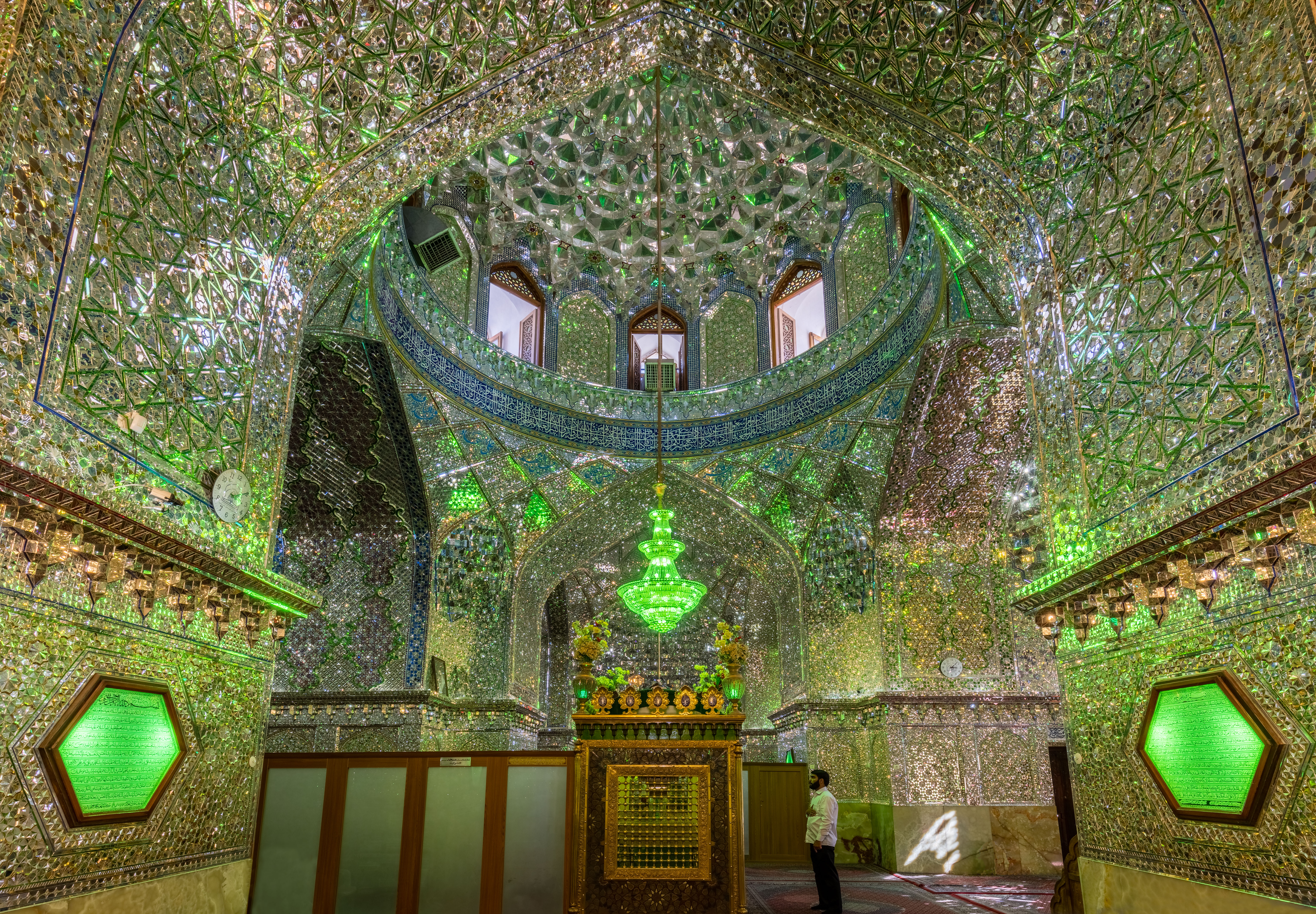
داخل شاه جراغ في شيراز. يعود تاريخ بناء المعبد الحالي إلى القرن التاسع عشر ميلادي حيث حلَّ محل المبنى السابق الذي تداعى بعد مضي سنوات من الزلازل.

أما الأضرحة من الطراز السلجوقي فمنها ما كان للأولياء أو للأمراء، وهي مربعة الشكل أو أسطوانية أو مضلعة ولكل منها قبة مستديرة الشكل أو مخروطية. أما جدران الأضرحة الخارجية فهي مزينة بالزخارف الجصية والمقرنصات والكتابة، أو يشكّل تنسيق الآجر المبنية به زخرفة مميزة.
ازدهرت عمارة المساجد في زمن المغول في إيران وشاع بناء مساجد تعلوها قبة ضخمة ويؤدي إليها مدخل عال فخم، ومنها جامع «جوهر شاد» في مدينة مشهد.
كما استمر بناء الأضرحة في عصر المغول في إيران، ومنها ضريح إحدى بنات هولاكو في مدينة مراغة، وهو برج مزين بالطوب المطلي بالميناء وبالفسيفساء ويعلوه هرم مثمن، وضريح السلطان التيموري «الجايتو خدابنده» في مدينة سلطانية وفيه عقود وله قبة.
وازدهرت المدارس في العصر التيموري في إيران ومنها مدرسة «خردجرد» وقد بنيت سنة 849 هـ (1445 م)، وتحتوي على صحن مربع تحيط به إيوانات من طبقتين، وفي وسط كل جهة من الجهات الأربع إيوان كبير عقده مدبب، وعلى جانبي المدخل منارتان أسطوانيتان مرتفعتان. ومنذ القرن التاسع الهجري (15 م) أصبح للمساجد في إيران مئذنتان منفصلتان تحفان بالمدخل لا تستخدمان للآذان بسبب ارتفاعهما، بل يؤدي المؤذن مهمته على سطح المسجد.
أما أضرحة الأسرة التيمورية في سمرقند فأبرزها ضريح تيمورلنك المسمى «جورمامير» وقد بني سنة 808 هـ (1405 م) على شكل برج مثمن الأضلاع عليه قبة مضلعة، ومزين بشريط من الكتابة الكوفية من الآجر المطلي بالميناء.

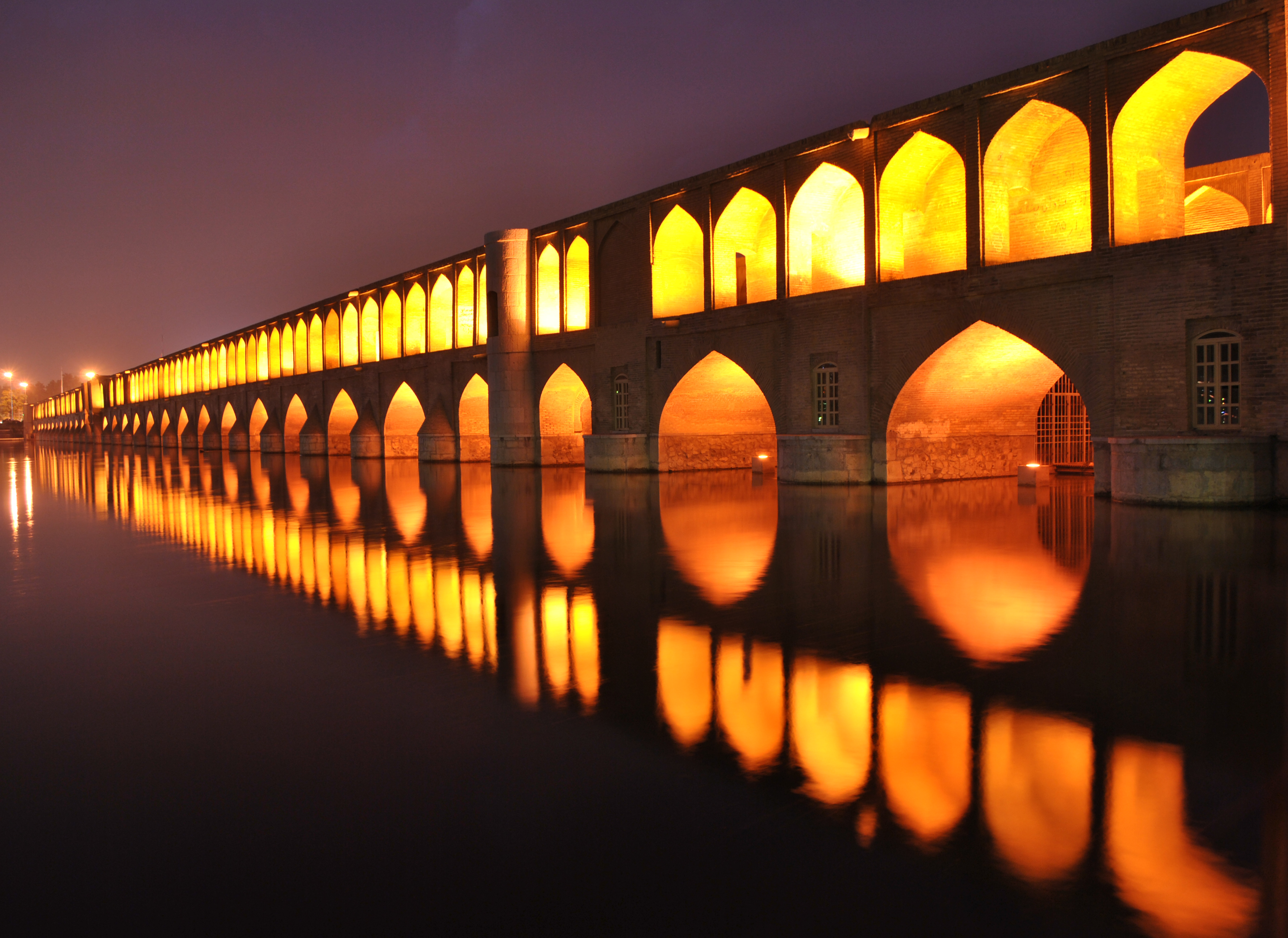
جسر سي وسه بل (عهد صفوي)
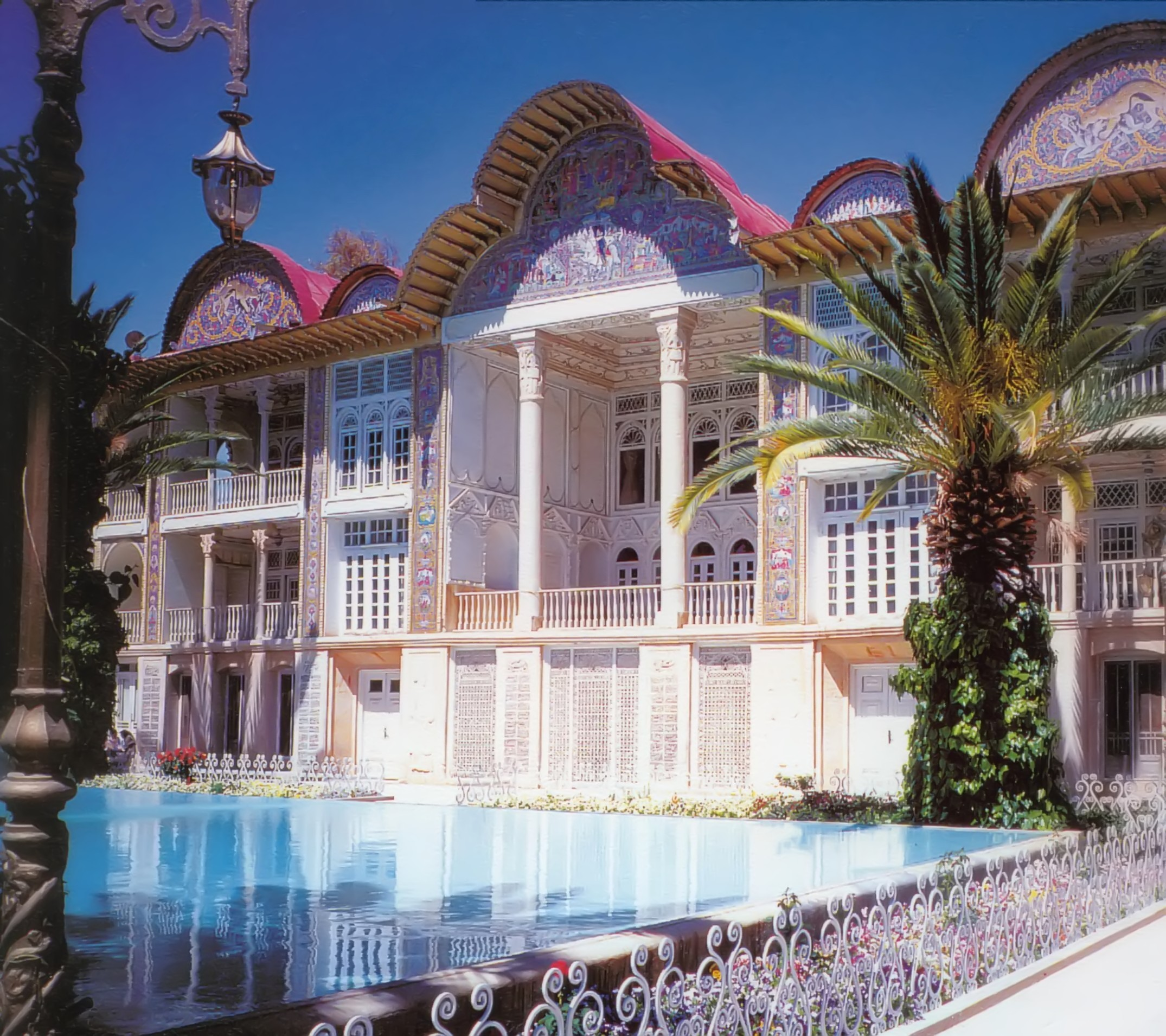
حديقة أرم في شيراز (عهد زندية)

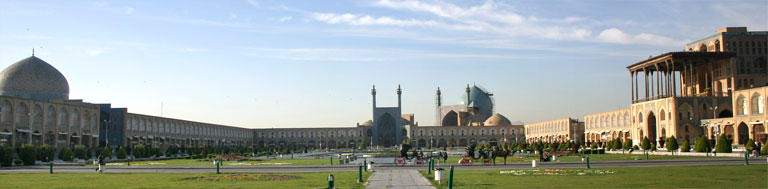
ميدان نقش جهان (لعهد الصفوي)

## العمارة الحديثة والفن الحديث في إيران
ترجع جذور العمارة الحديثة والفن الحديث في إيران إلى المرحلة الصفوية من الحقبة الإسلامية، وخاصة إلى عهد الشاه عباس الثاني، وقد شمل التطور في تلك المرحلة أساليب العمارة والفنون التي كانت سائدة قبلها في المرحلة التيمورية، وذلك أن إيران قد باشرت في المرحلتين المذكورتين، التيمورية ثم الصفوية، الاتصال بأقطار شرقية كالصين والهند من جهة وأقطار غربية أوربية كإيطالية من جهة أخرى.

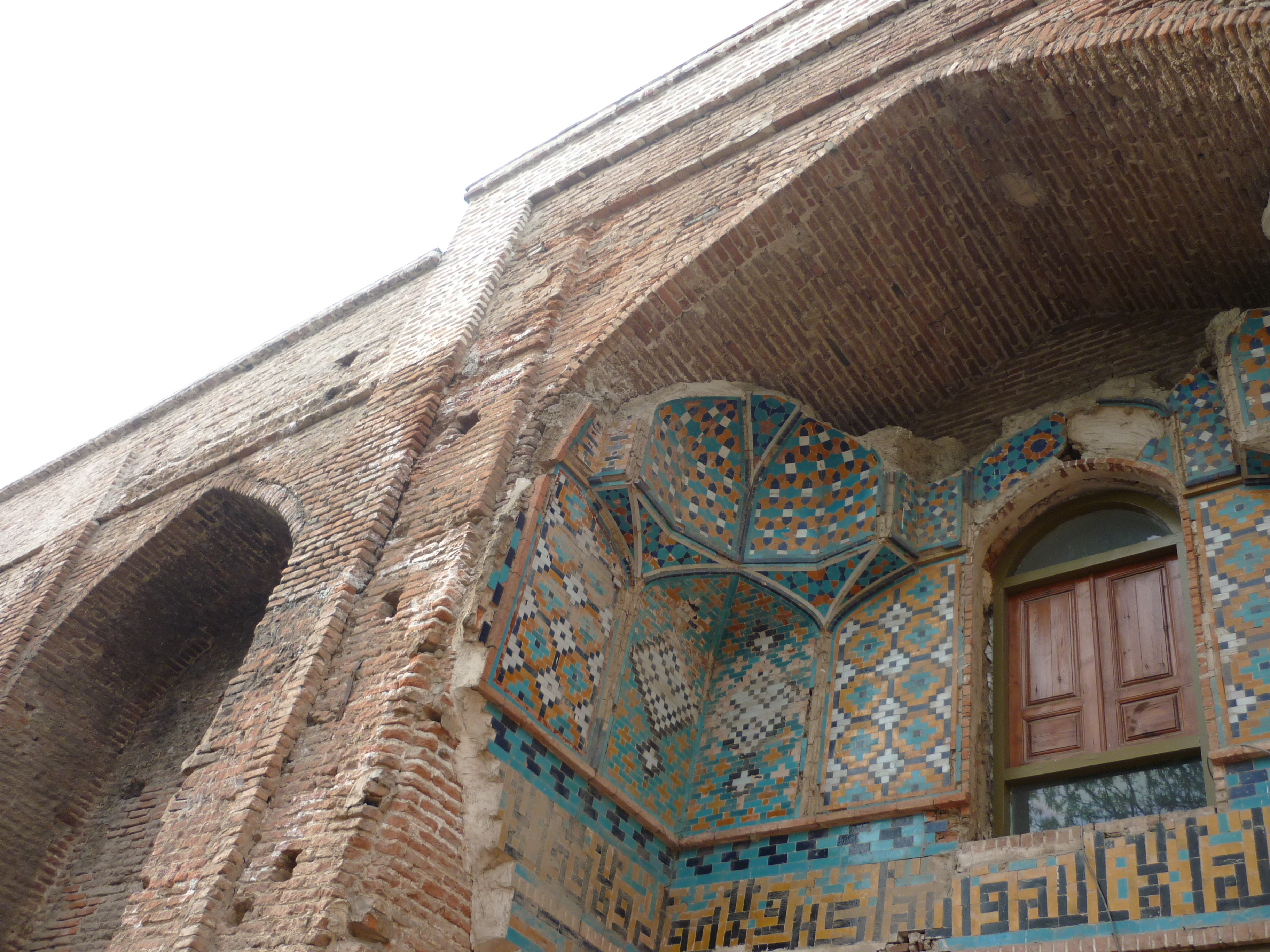
قبر میر بزرگ المرعشي كبير، آمل (لعهد مرعشي)
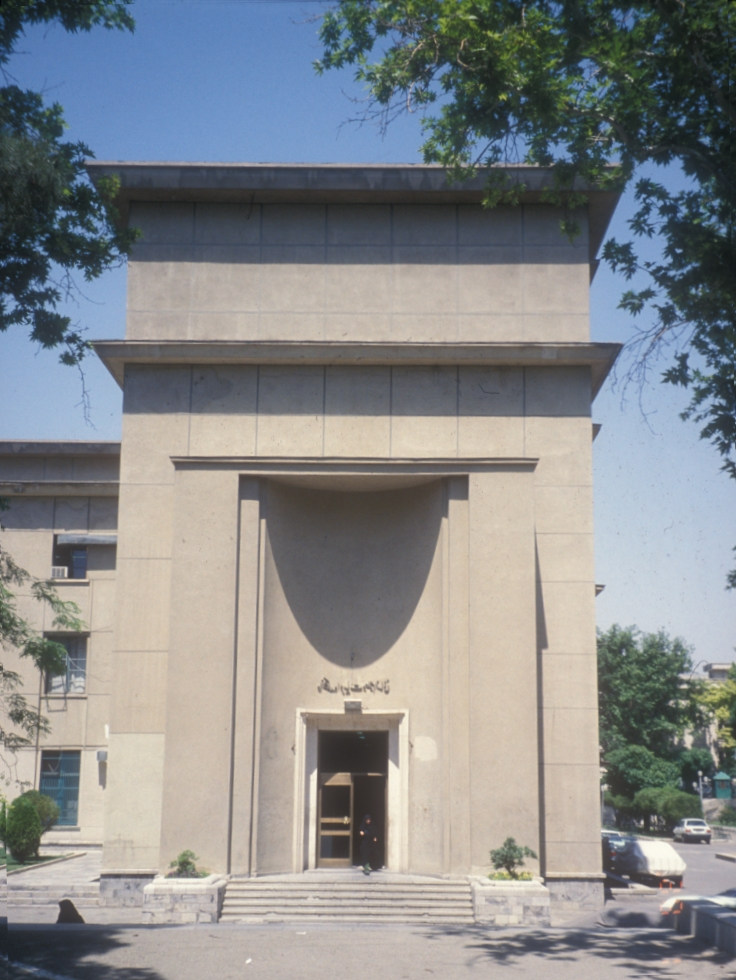
جامعة طهران.

### العمارة والزخرفة المعمارية
تدل نماذج العمارة الحديثة في القرن العشرين في إيران على أنها سارت في ثلاثة اتجاهات:
ـ اتجاه اتباعي تقليدي في المساجد والأضرحة يتبع تقليد العمارة الصفوية وزخرفتها كما في مقام الإمام الخميني ومقام الشاه عبد العظيم ومسجد الشهداء، وكلها في طهران، وضريح الشاعر العارف العطار النيسابوري في نيسابور.
ـ منشآت معمارية تخضع لمفاهيم العمارة الأوربية الحديثة وتتحلى باستلهام التراث الإيراني واستخدام الجص والفسيفساء، مثل قوس النصر في طهران ومتحف طهران والمجلس الإسلامي الاستشاري في طهران، وحديقة شازدة في كرمان وجامعة كرمان وضريح الرسام كمال الملك في نيسابور.
ـ المنشآت المعمارية العامة والسكنية المقامة وفق الطراز العالمي في العاصمة الإيرانية طهران والمدن الأخرى.

## معرض الصور

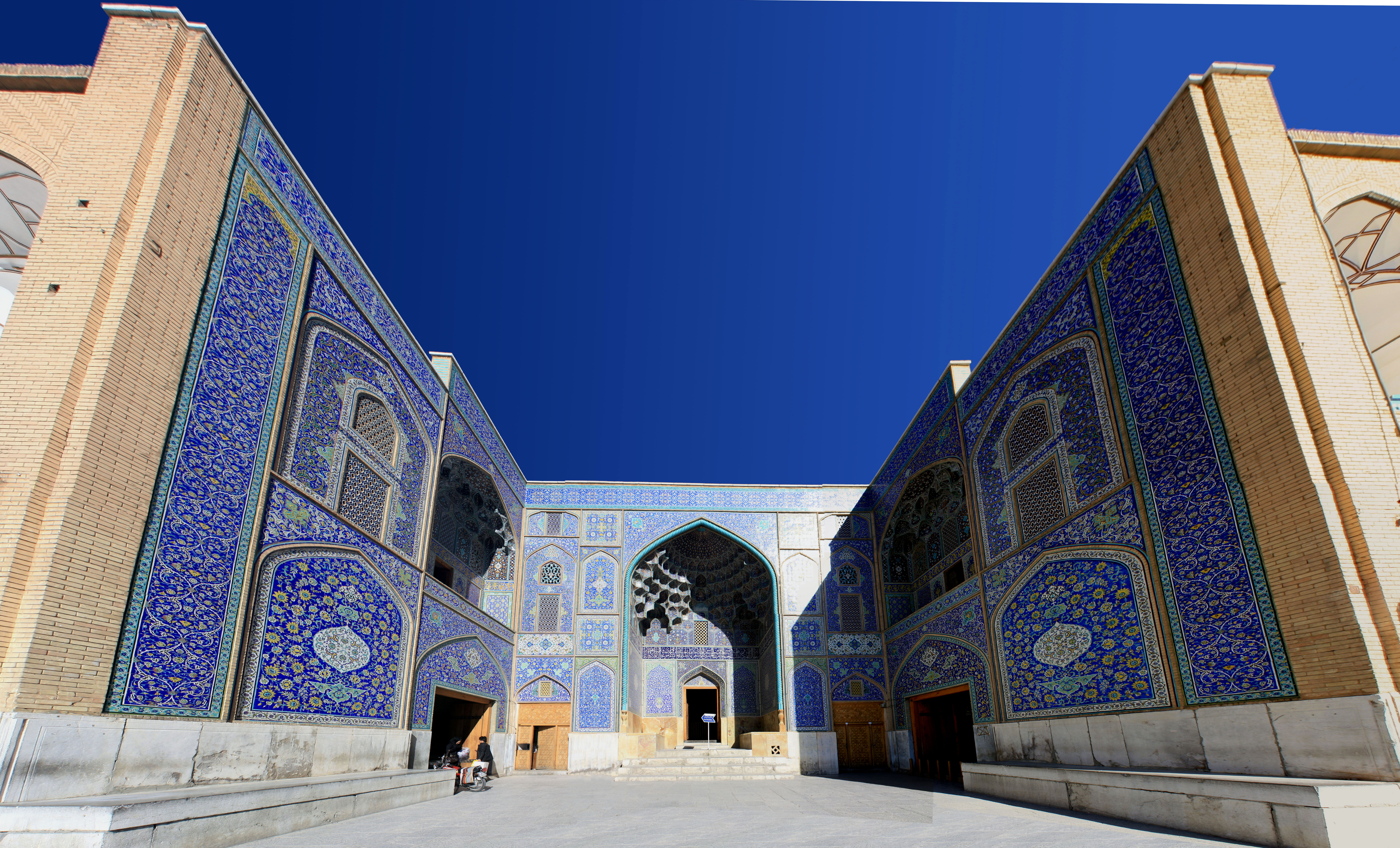
واجهة مسجد الشيخ لطف الله في ميدان نقش جهان بأصفهان.
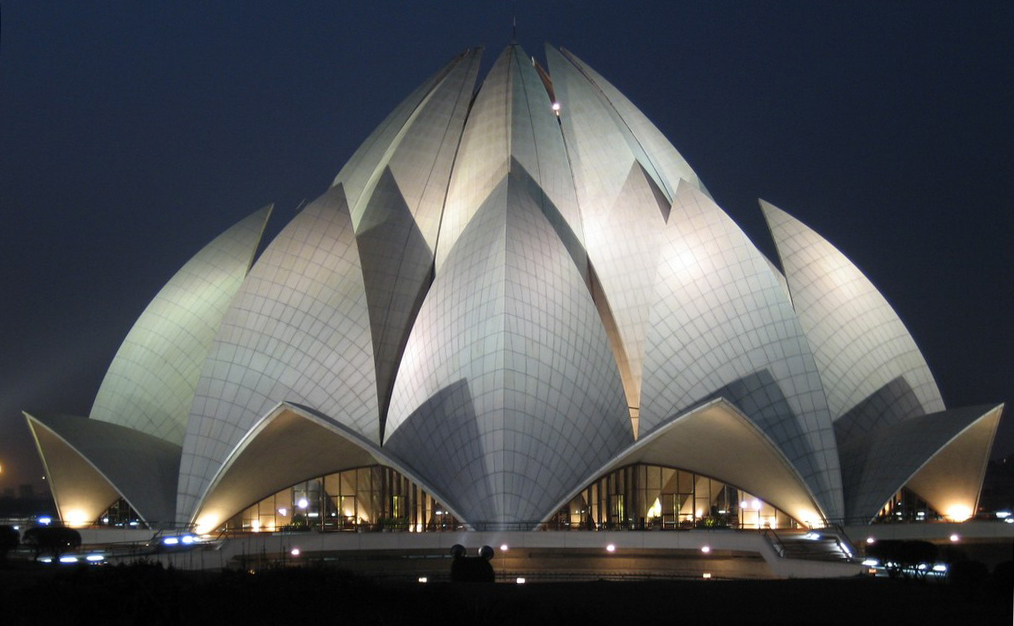
موقع قرية باهابور في إقليم العاصمة الوطني دلهي بالهند. بناها المعماري فريبرز صهبا وهو إيراني يعيش في كندا.
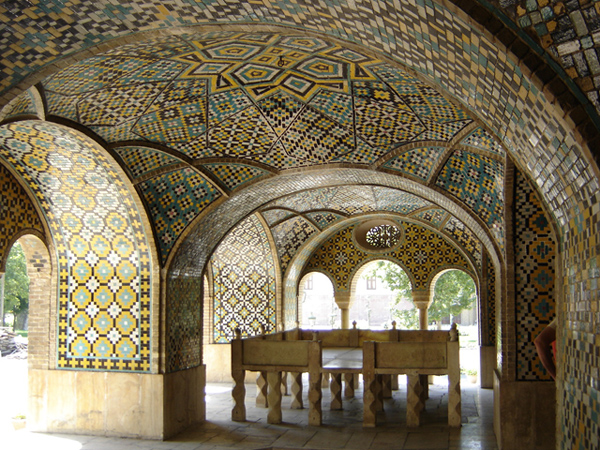
باغ إيراني: «خلوت كريم خاني» في حدائق قصر كلستان.
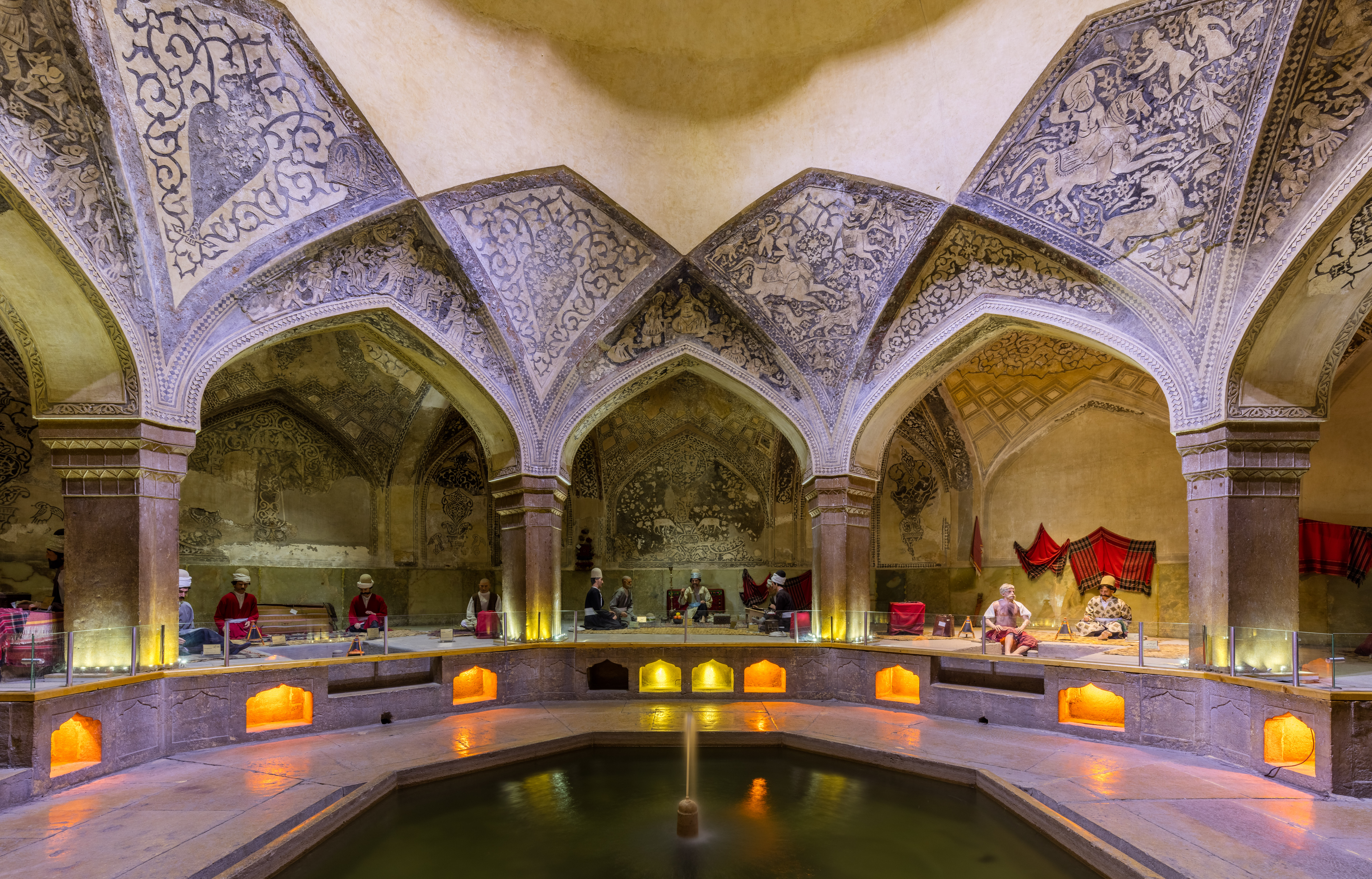
حمام وكيل في شيراز.
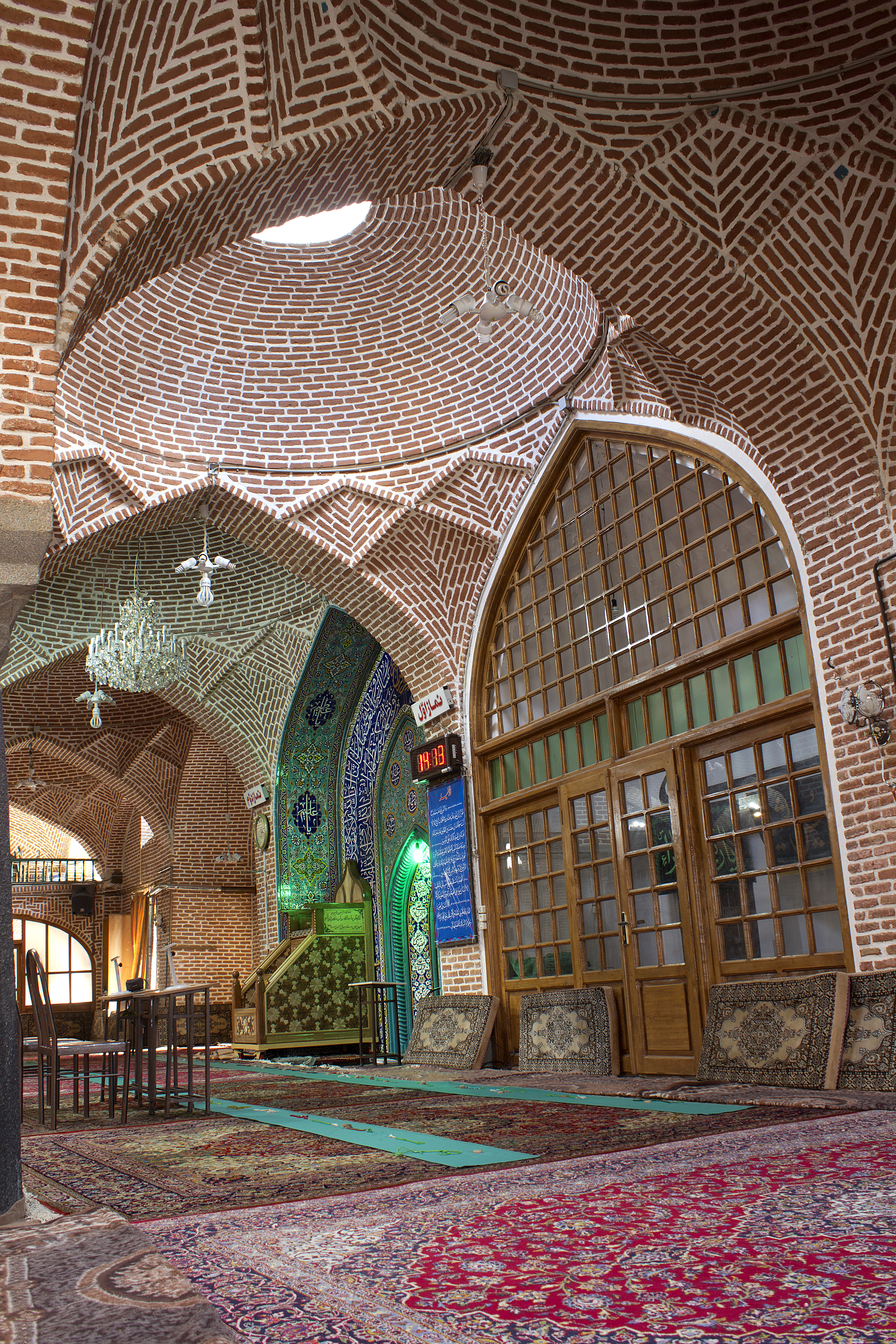
داخل مسجد صاحب ‌الأمر في تبريز.
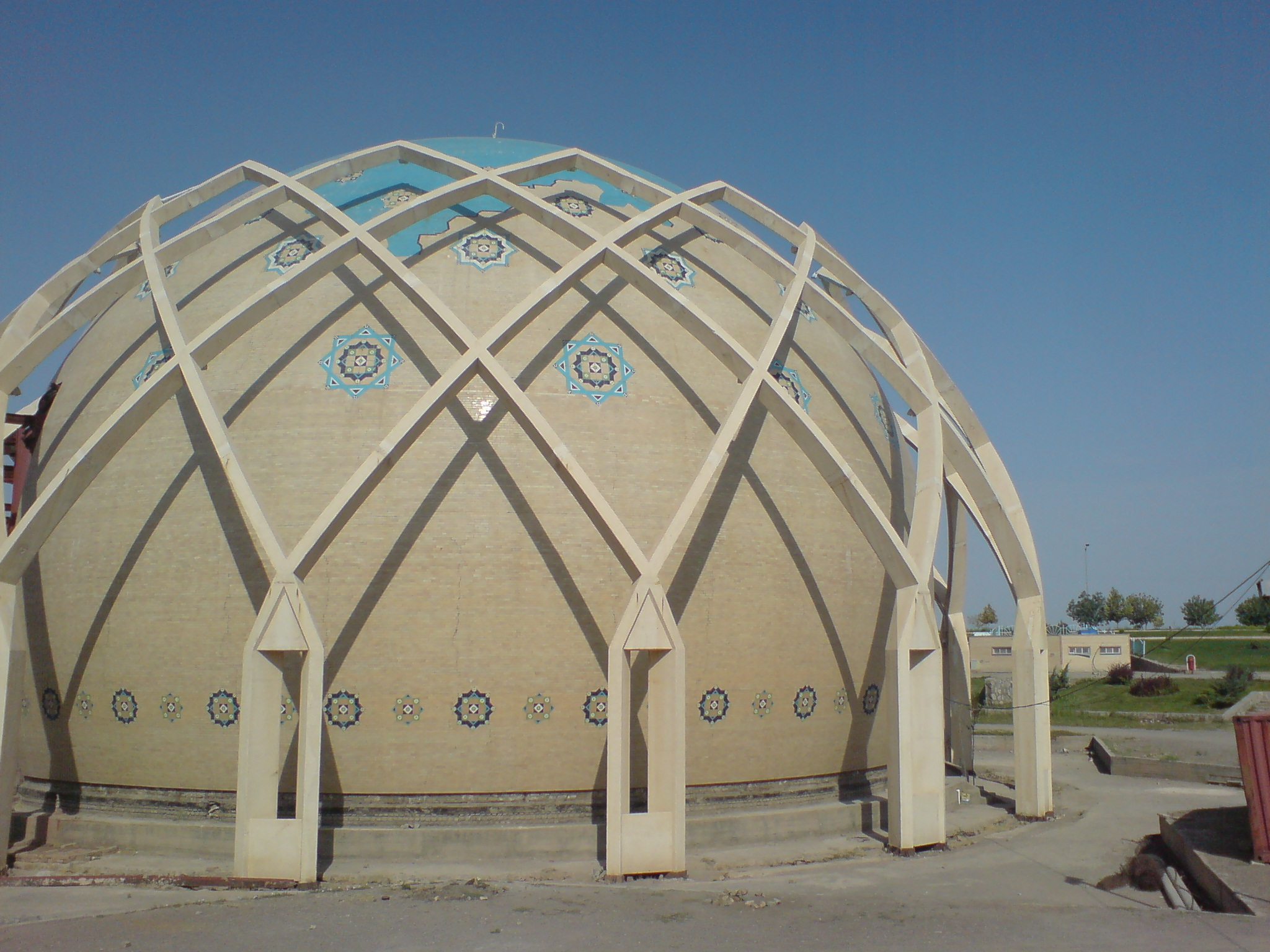
ضريح عمر خيام في نيسابور.
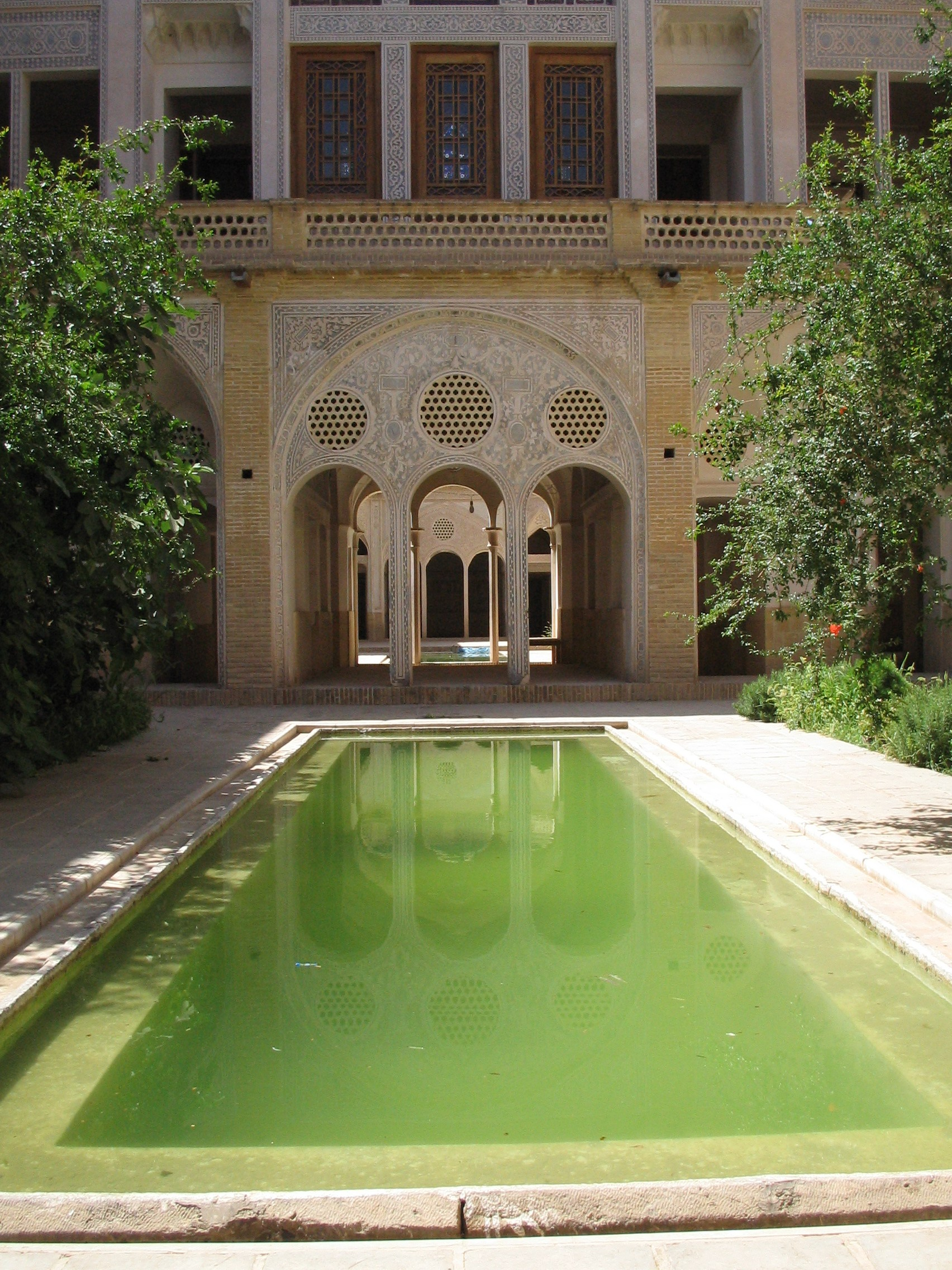
منزل عباسي يعود للقرن الثامن عشر في كاشان.
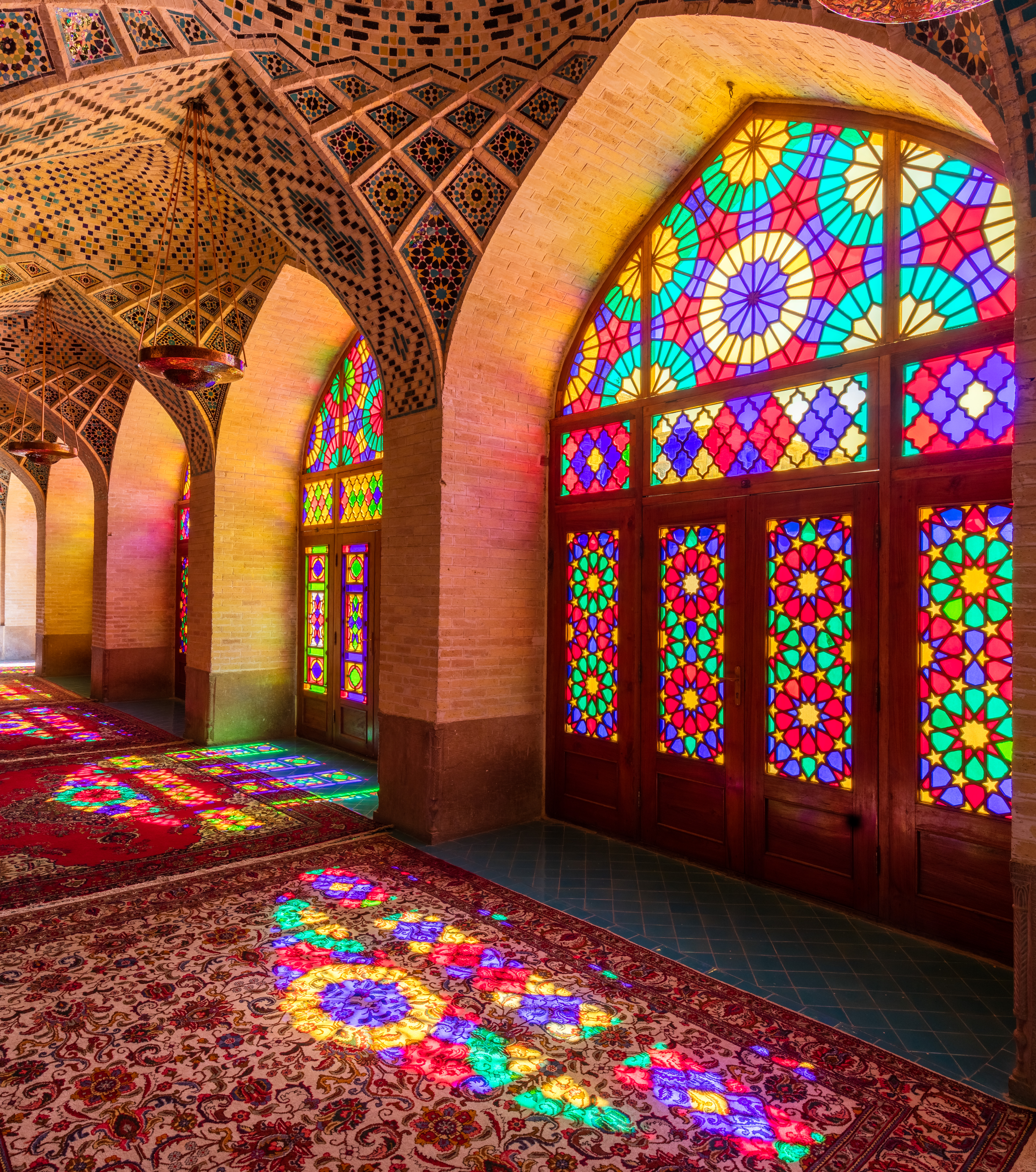
مسجد نصير الملك في شیراز.
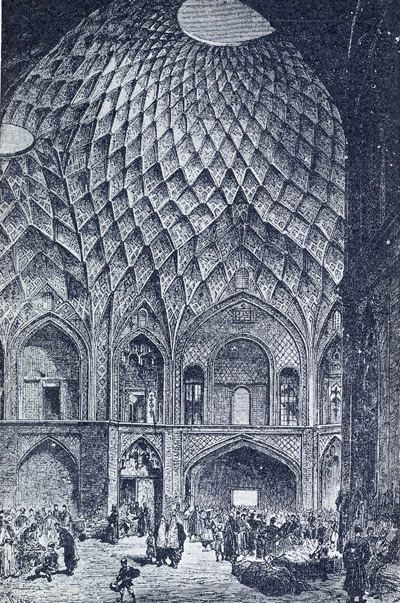
مثال عن عمارة البازارات في كاشان.
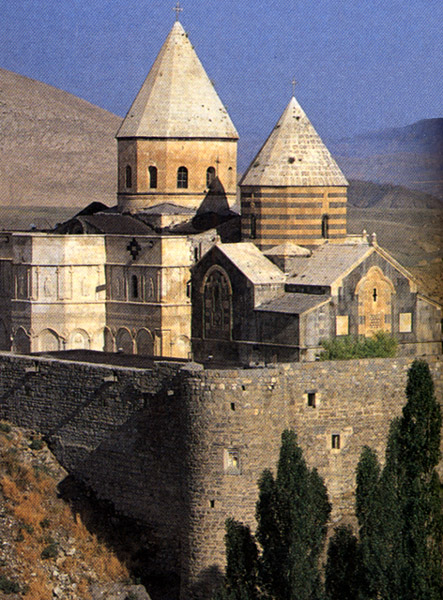
دير القديس تداوس العائد لسنة 68م في محافظة أذربيجان الغربية.
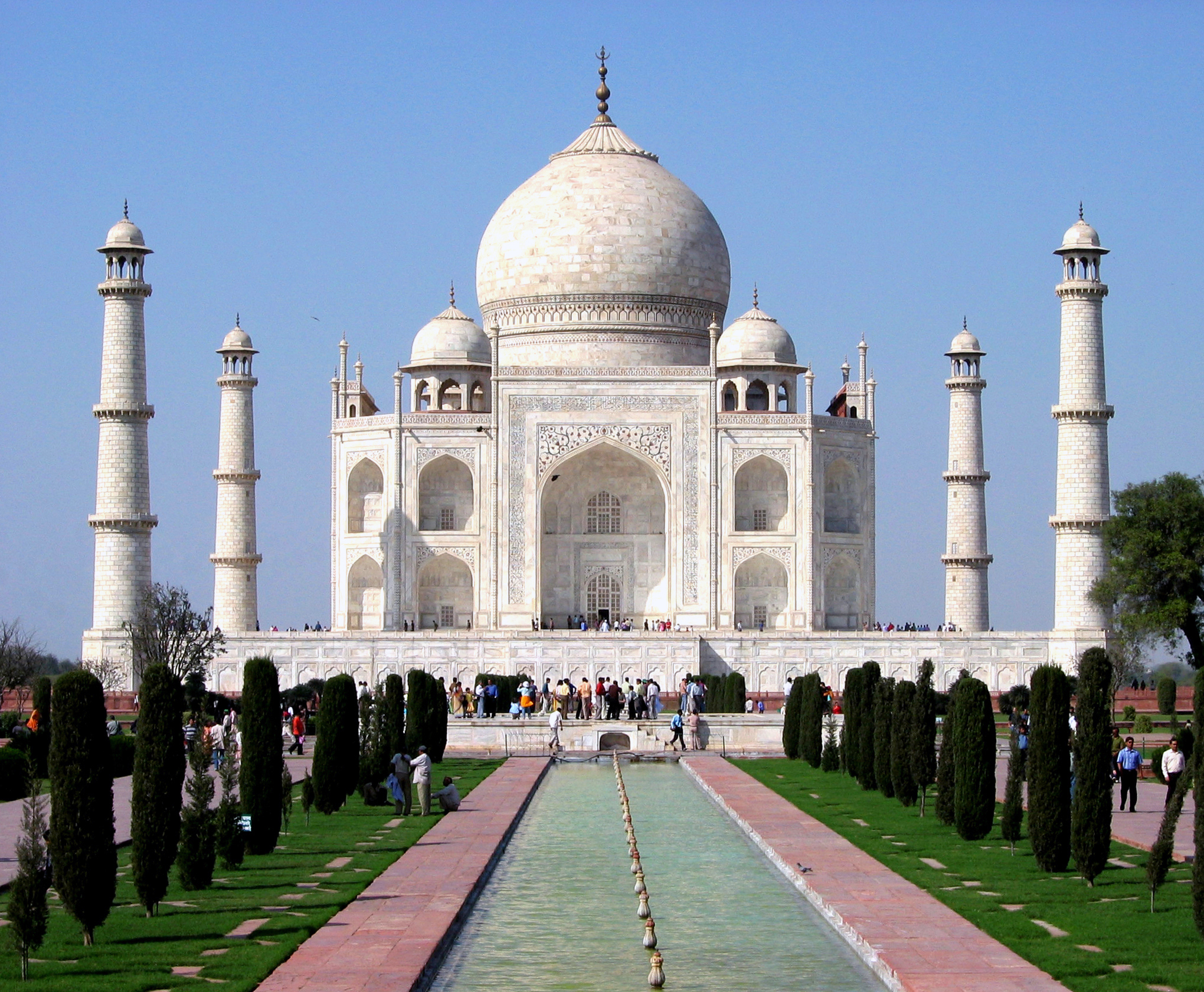
يعد تاج محل أحد أبرز معالم الهند المعمارية، وهو متأثر كثيراً في بنائه بالنمط المعماري الفارسي.
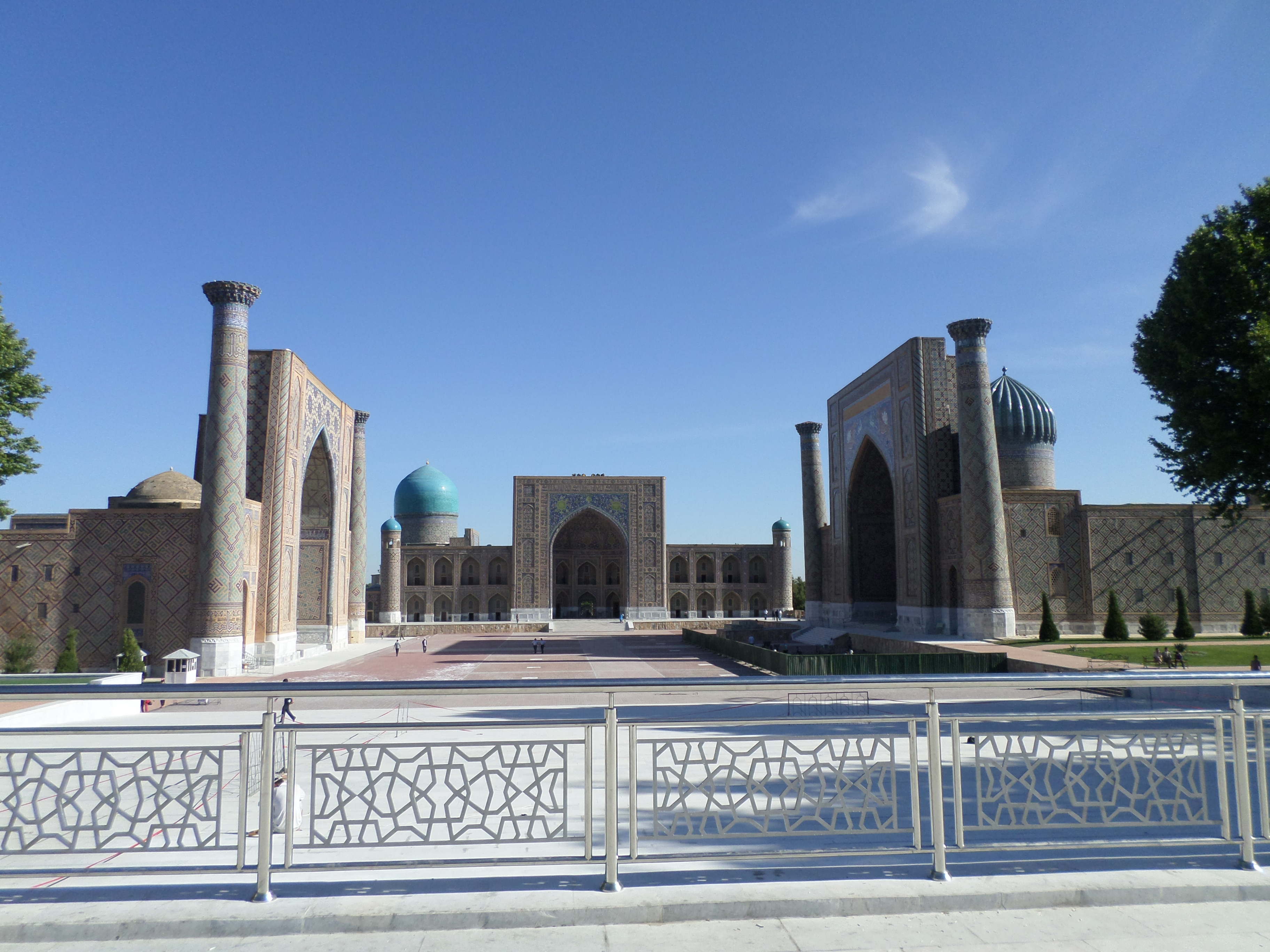
فناء ملكي يعود للعصور الوسطى وحديقة الـ«چهارباغ» في سمرقند.

## وصلات خارجية
- العمارية الفارسية القديمة قبل الإسلام
- العمارة الفارسية خلال الحقبة الإسلامية
- عمارة إيرانية معاصرة نسخة محفوظة 7 سبتمبر 2009 على موقع واي باك مشين.
- موقع «معماران» المتخصص بالهندسة المعمارية الفارسية (بالفارسية)